# Lima (Illinois)
Lima è un villaggio degli Stati Uniti d'America, situato nello Stato dell'Illinois, nella contea di Adams.